# Gourgouran

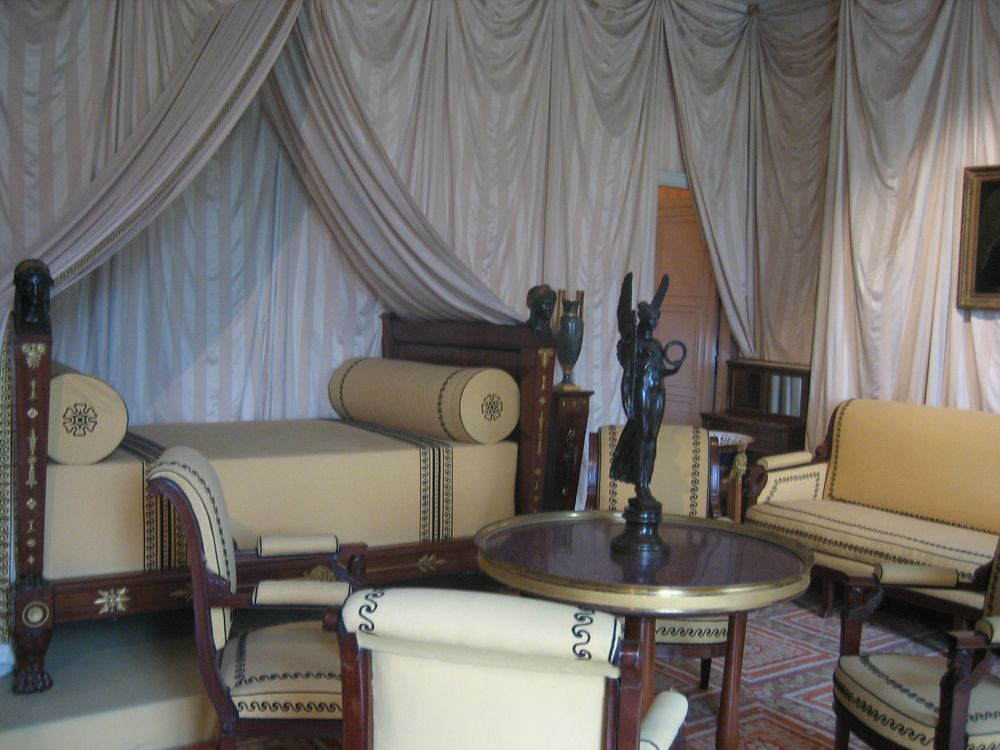
Les draperies contemporaines de la chambre de l'empereur à la Malmaison sont en gourgouran.

Le gourgouran ou gourgourant[réf. nécessaire] est un « tissu de soie des Indes au XVIIIe siècle [gros de Tours, un taffetas épais], fréquente dans les résidences impériales, tissée en fil floche [fil légèrement tordu, aux fibres peu serrées], tantôt unie, tantôt bayadère (à larges rayures multicolores dans le sens de la chaîne), souvent brodée de fleurs et d'oiseaux. Au XXe siècle, on l'utilise pour l'ameublement ».
Son nom est une déformation de « gros-grain » par l’intermédiaire de l’anglais grogram.